# Grammodes orientalis
Grammodes orientalis är en fjärilsart som beskrevs av W. Warren 1913. Grammodes orientalis ingår i släktet Grammodes och familjen nattflyn. Inga underarter finns listade i Catalogue of Life.

## Bildgalleri

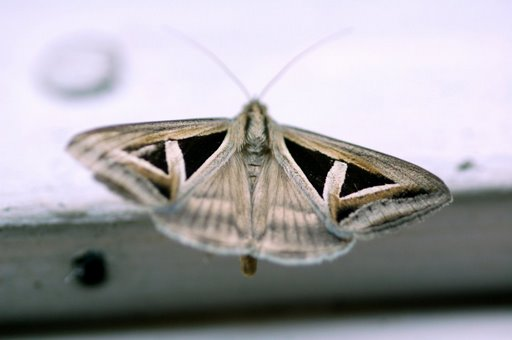